# Papergang
Papergang è un'antologia di racconti, scritti da vari autori. Il libro è a cura di Pier Vittorio Tondelli e viene pubblicato per la prima volta nel novembre 1990 da Transeuropa Edizioni. È il terzo e ultimo volume del progetto "Under 25" pensato da Tondelli.

## Il libro
Papergang sarebbe dovuto uscire nel 1988, ma la pubblicazione avvenne soltanto due anni dopo, a causa delle modalità di propaganda "protetta" di Under 25 – nel senso che solamente i giovani davvero interessati sarebbero arrivati alla conoscenza del progetto – tramite le riviste giovanili Linus, Rockstar, Reporter, Fare Musica e Annabella: questo ha provocato una discontinuità nella quantità di dattiloscritti inviati alla redazione; in secondo luogo è dovuto ad un ripensamento dello stesso Tondelli, che sospettava di star correndo il rischio della maniera: il criterio di selezione si assottiglia, volendo ricercare scritti che narrino delle situazioni contemporanee europee (ma i testi scelti saranno scevri di ideologie e politicizzazione) e che abbiano spessore letterario. Raccoglie testi che guardano al cambiamento delle istituzioni nella convivenza civile, la famiglia e la scuola.
Rispetto ai precedenti volumi del progetto, in Papergang prevalgono le suggestioni della metropoli e il libro si dimostra più riflessivo e con un'inedita attenzione rivolta alla scrittura femminile. Alla fine del racconto Londra a metà estate di Andrea Zanardo si trova un Glossarietto per la spiegazione di alcune parole, si tratta di parole che esprimono "la lingua, i modi di dire, il gergo di una fauna non propriamente di sinistra".

## Autori
- Silvia Ballestra
- Alessandro Comoglio
- Guido Conti
- Giuseppe Culicchia
- Angeliki Riganatou
- Frediano Tavano
- Raffaella Venarucci
- Andrea Zanardo

## Racconti
1. Cronica de' culti di Priapo renovati in Bologna di Silvia Ballestra
2. La via per Berlino di Silvia Ballestra
3. Notti d'estate di Guido Conti
4. Babbino caro di Raffaella Venarucci
5. Un'insegnante di Raffaella Venarucci
6. Classe di Raffaella Venarucci
7. Una questione d'intuito di Giuseppe Culicchia
8. Vita da cani di Giuseppe Culicchia
9. Il sorriso di Jessica Lange di Giuseppe Culicchia
10. Fuori programma di Giuseppe Culicchia
11. Il grande sogno americano di Giuseppe Culicchia
12. Oggetti di Alessandro Comoglio
13. Pensieri di una caffettiera di Frediano Tavano
14. Grifoni di Angeliki Riganatou
15. Luna piena di Angeliki Riganatou
16. Londra a metà estate di Andrea Zanardo

## Edizioni
- Pier Vittorio Tondelli (a cura di), Papergang. (Under 25 III), Ancona, Transeuropa, 1990, ISBN 88-7828-045-3.
- Pier Vittorio Tondelli (a cura di), Papergang. Under 25 III°, Milano, Mondadori, 1992, ISBN 88-04-36641-9.
- Pier Vittorio Tondelli (a cura di), Papergang, Milano, Costa & Nolan, 2007, ISBN 978-88-7437-061-0.